# 五色沼 (仙台市)
五色沼（ごしきぬま）は、宮城県仙台市青葉区の青葉山公園内にある池。仙台市都心部に隣接した西側に位置する。
仙台城（青葉城）をめぐる堀の一部で、仙台城三の丸（北緯38度15分21.7秒 東経140度51分25秒 / 北緯38.256028度 東経140.85694度）の北面から大手門隅櫓（北緯38度15分25.6秒 東経140度51分20.3秒 / 北緯38.257111度 東経140.855639度）の前にかけて広がる。
日本のフィギュアスケート発祥の地とされる。

## 概要
広瀬川の河岸段丘である青葉山（青葉山丘陵）に本丸を置く平山城の仙台城は、より低い段丘上に二の丸（現・東北大学川内キャンパス）と三の丸（現・仙台市博物館）がある。この三の丸を造営する際、広瀬川の後背湿地に堀を割り、掘った土で土塁を築いて三の丸を囲んだ。後に、三の丸の北面の堀は「五色沼」（北緯38度15分25.6秒 東経140度51分24.8秒 / 北緯38.257111度 東経140.856889度）、東面のそれは「長沼」（北緯38度15分21.5秒 東経140度51分29.4秒 / 北緯38.255972度 東経140.858167度）と呼ばれるようになった。
大手門を挟んで北側にある二の丸をめぐる堀もあったが、そちらは陸軍の駐屯地になったときなくなった。三の丸の二つの堀だけが現在も残る。
現在の五色沼は、池の南に三の丸の土塁が接している。木々が生え、秋になると紅葉する。

## スケート
仙台城の廃城によって旧城内に庶民が出入りできるようになり、五色沼は明治以降、仙台市のスケートの中心地として賑わうことになった。また、五色沼は「日本フィギュアスケート発祥の地」とされる。五色沼のほとりに「日本フィギュアスケート発祥の地」の碑があり、男女ペアスケーターのブロンズ像（作品名：無限への軌跡、作者：翁ひろみ）がある。

### 歴史
江戸時代は小氷期にあたるため、冬期に五色沼（仙台城外堀）は厚く凍結していた（参照）。仙台城が明治維新で廃城になり、伊達氏から陸軍省に管轄に替わると、城跡に庶民が出入りできるようになった模様である。
一方で明治以降、欧米から日本各地にスケートが伝わった。冬季に結氷していた五色沼では1890年（明治23年）頃、仙台在住の外国人がスケートを始めた。また、1897年（明治30年）頃に米国人デブィソンが子供達にフィギュアスケートを教えたとあり、これを以って五色沼が「日本フィギュアスケート発祥の地」とされる。
1909年（明治42年）頃に（旧制）第二高等学校の生徒がドイツ語教師ウィルヘルに習ったとある。ウィルヘルにフィギュアスケートを習った二高生の田代三郎・佐藤幸三・河久保子朗らは、彼らの後輩を含めて各地で普及に努め、日本スケート界の功労者といわれた。
五色沼ではフィギュアスケートに限らず、様々なアイススケートを市民が楽しむようになるが、1926年（大正15年）11月25日に仙台市電が開通して最寄り電停が設置されると、後の同市電の路線拡大もあって市民が容易に訪れることが出来る冬季の娯楽の場ともなった（同電停近くには、シーズン中に五色沼の利用状況が掲示されていた）。
五色沼で開催された各競技の試合は、1956年（昭和31年）のアイスホッケーが最後とされる。昭和30年代には仙台もヒートアイランド現象等の影響が顕著になり、厳冬期に氷は張るものの、人が安全に氷上にのることは不可能となって五色沼のアイススケート場としての歴史は終焉を迎えた。

#### 年表
- 1871年（明治4年）
  - 8月29日（旧暦7月14日）、廃藩置県。
  - 12月23日（旧暦11月12日）、東北鎮台（後の第2師団）が仙台城二の丸に移転してきた。
- 1873年（明治6年）1月14日、全国城郭存廃ノ処分並兵営地等撰定方（廃城令）により、仙台城も廃城。
- 1890年（明治23年）頃、仙台在住の外国人がスケートを始めた。
- 1897年（明治30年）頃、米国人デブィソンが子供達にフィギュアスケートを教えた。
- 1909年（明治42年）頃、（旧制）第二高等学校（北緯38度15分10.9秒 東経140度52分23.6秒 / 北緯38.253028度 東経140.873222度）の生徒が、ドイツ語教師ウィルヘルにフィギュアスケートの基本を習った。
- 1926年（大正15年）11月25日、仙台市電開通。広瀬川をはさんだ対岸の現・西公園通り沿いに、五色沼の最寄り電停「大町一丁目」（後に「大町一丁目西公園市立天文台前」「大町西公園前」等に改称）が開業。
- 1935年（昭和10年）、1928サンモリッツ五輪および1932レークプラシッド五輪でフィギュアスケート女子シングル2大会連続銀メダリストのフリーツィ・ブルガー（オーストリア）が模範演技を披露した[6]。
- 1956年（昭和31年）、五色沼で最後となるアイスホッケーの試合が開催された[6]。

### 大会実績
- 1931年（昭和6年）、第2回全日本フィギュアスケート選手権（シニア、ジュニアの部）